# BBC Бермудский треугольник
«Бермудский треугольник» — документальный сериал BBC Television, в котором исследуются сверхъестественные явления, чтобы определить, существует ли для них научное объяснение.

## Процесс съёмок
Сериал был совместной работой с телеканалом Discovery Channel.

## Эпизоды

### Сезон 1 (1999)
| # | Эпизод                                 | Тема                      | Режиссёр                       | Дата выхода в эфир |
| --- | -------------------------------------- | ------------------------- | ------------------------------ | ------------------ |
| 1 | «Погребённые заживо»                   | Зомби                     | Карен Бишоп                    | 8 февраля 1999     |
| Имеет ли парализующий яд, используемый для создания зомби, будущее использование в космическом путешествии?                                |                                        |                           |                                |                    |
| 2 | «Чудеса веры или творения химии?»      | Мироточение               | Хелен Томас                    | 16 февраля 1999    |
| Плачущие Мадонны и пьющие статуи — святоши или мошенники?                                                                                  |                                        |                           |                                |                    |
| 3 | «Монстры из озера»                     | Лох-несское чудовище      | Пейдж Шеперд                   | 17 февраля 1999    |
| Является ли Лох-Несское чудовище юрским существом или обманом?                                                                             |                                        |                           |                                |                    |
| 4 | «Самовозгорание человека»              | Самовозгорание человека   | Лесли Стивен                   | 18 февраля 1999    |
| Может ли криминалистика найти причину этого странного происшествия?                                                                        |                                        |                           |                                |                    |
| 5 | «Бермудский треугольник»               | Бермудский треугольник    | Джонатан Дент                  | 9 февраля 1999     |
| Подтверждают ли новые свидетельства этот район как самое коварное море на Земле??                                                          |                                        |                           |                                |                    |
| 6 | «Атлантида найдена?»                   | Атлантида                 | Петер Гетцельс и Гаррет Гордон | 10 февраля 1999    |
| Могут ли учёные найти этот мистический город в поисках Европы на высоких равнинах Южной Америки?                                           |                                        |                           |                                |                    |
| 7 | «Между жизнью и смертью»               | Околосмертные переживания | Пейдж Шеперд                   | 11 февраля 1999    |
| Могут ли те, кто едва избежал смерти, помочь пролить свет на исследования человеческого мозга?                                             |                                        |                           |                                |                    |
| 8 | «ЭСВ»                                  | ЭСВ                       | Петер Гетцельс и Гаррет Гордон | 12 февраля 1999    |
| Является ли экстрасенсорное восприятие набором совпадений или это умение, которое может помочь раскрыть преступления или даже вести войны? |                                        |                           |                                |                    |
| 9 | «Физические подвиги»                   | Нечеловеческая сила       | Джон Грум                      | 7 марта 1999       |
| Может ли сила человеческого разума преодолеть ограничения тела?                                                                            |                                        |                           |                                |                    |
| 10 | «Открыт для внушений»                  | Гипноз                    | Бекки Джонс                    | 15 февраля 1999    |
| Могут ли учёные объяснить загадочный мир гипноза и его силу добра и зла?                                                                   |                                        |                           |                                |                    |
| 11 | «Тайны левитации»                      | Левитация                 | Роберт Игл                     | 21 февраля 1999    |
| Покажет ли наука, что у левитации может быть будущее?                                                                                      |                                        |                           |                                |                    |
| 12 | «Прошлая жизнь»                        | Реинкарнация              | Сача Бэвейсток                 | 28 февраля 1999    |
| Могут ли наука раскрыть правду о глобальной вере в реинкарнацию?                                                                           |                                        |                           |                                |                    |
| 13 | «Электрические детекторы рук и разума» | Экстрасенс                | Лесли Стивен                   | 19 февраля 1999    |
| Могут ли учёные раскрыть тайны людей, которые используют свои руки и тела в качестве инструментов для поиска и исцеления?                  |                                        |                           |                                |                    |

### Сезон 2 (2000)
| # | Эпизод               | Тема            | Режиссёр        | Дата выхода в эфир |
| --- | -------------------- | --------------- | --------------- | ------------------ |
| 14 | «Внеземная жизнь»    | Внеземная жизнь | Джулия Додд     | 2000               |
| Могут ли учёные, ищущие в далекой вселенной альтернативные разумные формы жизни, пролить свет на похищения инопланетянами? |                      |                 |                 |                    |
| 15 | «Король Артур»       | Король Артур    | Пейдж Шепард    | 2000               |
| Могут ли учёные пролить свет на правду одного из самых привлекательных героев Британии?                                    |                      |                 |                 |                    |
| 16 | «Тайны памятников»   | Пирамиды        | Кристофер Суэйн | 2000               |
| Могут ли учёные разгадать тайны памятников, оставленных древними царями Израиля и Египта?                                  |                      |                 |                 |                    |
| 17 | «Телепатия животных» | Телепатия       | TBA             | 2000               |
| Могут ли учёные объяснить, как «заклинатель лошадей» может общаться с животными?                                           |                      |                 |                 |                    |